# Мизенский флот
Мизе́нский флот (лат. classis Misenensis или classis Misenatium) — первый по значимости из постоянных флотов в составе древнеримских военно-морских сил эпохи империи. Базировался в Мизене (лат. Misenum, современный Мизено, Италия). Создан после прихода Октавиана к единоличной власти. Возглавлялся префектом (лат. praefectus classis Misenensis / Misenatium), назначаемым и подотчётным лично императору. Личный состав флота комплектовался не из римских граждан (до эдикта Каракаллы) и выполнял, помимо основных, ряд небоевых задач.

## История
После победы над Марком Антонием к четырём сотням боевых кораблей Октавиана добавилось около трёхсот захваченных судов противника. Опыт гражданских войн доказывал важность контроля морских путей, к тому своё положение новый правитель ещё не считал достаточно прочным. Лишние корабли были сожжены или разобраны, а основные силы сведены в эскадру, базировавшуюся на Форум Юлия, где ранее под руководством Марка Випсания Агриппы были проведены большие строительные работы. До войны с Антонием этот порт использовался как военно-морская база в кампании против Секста Помпея.
Флот Форума Юлия патрулировал средиземноморское побережье Галлии и мог высадить войска в верховьях Роны в случае, если бы недавно завоёванные галлы восстали. Его использовали в войнах с альпийскими племенами и, возможно, в Кантабрийских войнах. По мере умиротворения этих регионов ценность Форума Юлия как военного порта в силу его отдалённости от центральной части Римского государства снижалась. Бо́льшая часть кораблей оттуда, по всей видимости, была переведена в новую гавань — Мизен — до 22 года до н. э., а позднее этот флот прекратил своё существование (после 69 года не упоминается). Вторым флотом, наряду с Мизенским защищающим Италию со стороны Адриатического и Ионического морей, стал Равеннский.
Императорский вольноотпущенник Аникет, будущий префект Мизенского флота, был воспитателем Нерона в годы его отрочества. В 59 году Аникет и флотские офицеры сыграли ключевую роль в убийстве по приказу Нерона его матери Агриппины Младшей, а в 62 году — его бывшей жены Октавии. В 64 году много кораблей было потеряно в ходе сильной бури у Кум, поскольку император, не посчитавшись с погодными условиями, приказал флоту к определённому дню вернуться в Кампанию. Весной 68 года Нерон, готовясь к подавлению восстания Юлия Виндекса, сформировал из моряков Мизенского флота новый легион — I Вспомогательный, однако не успел использовать его против мятежников.
Моряки Мизенского флота приняли активное участие в событиях года четырёх императоров. Воины новообразованного легиона в резкой форме потребовали от свергнувшего Нерона Гальбы подтверждения их звания (статус легионера был выше, чем у моряка, и давал право на немедленное получение римского гражданства). Новый император, требовавший строго соблюдения дисциплины, бросил на них верные войска, в результате чего многие были убиты, а оставшиеся в живых подвергнуты децимации и заключены в тюрьму.
Отону во время его кратковременного правления преданно служил и I Вспомогательный легион, воинов которого он освободил из тюрьмы, и сам Мизенский флот. Когда в начале 69 года две армии следующего претендента на верховную власть — Вителлия — вступили в Италию, несколько тысяч моряков отправились вместе с Отоном и преторианской гвардией навстречу этой угрозе. Флот играл важнейшую роль в успехах Отона на начальном этапе гражданской войны; фактически от его действий зависела вся стратегия этой кампании.
После победы Вителлий заменил прежнего префекта вольноотпущенника Мосха Клавдием Юлианом, а затем, когда пришли вести о выступлении против него Веспасиана, объединил оба италийских флота под командованием Секста Луцилия Басса. Однако флоты, ранее преданные Отону, а теперь агитируемые сторонниками Веспасиана, лишь внешне сохраняли лояльность и при первой возможности перешли, включая префекта, на сторону противника. Многие присягнувшие Веспасиану моряки были убиты во время захвата Таррацины братом и полководцем императора Луцием Вителлием.
Веспасиан отмечал большой вклад флота в его победу. Достаточно сказать, что на монеты, отчеканенные в начале 70-х годов, помимо имени нового императора была нанесена надпись «Victoria Navalis» («морская Виктория», или «морская победа»). Статус воинов I Вспомогательного легиона был подтверждён. 9 февраля и 5 апреля 71 года Веспасиан предоставил отставку и наделил землёй большое количество моряков Мизенского флота, расселив их в колонии Пестум. В том же году он присвоил обоим италийским флотам почётное наименование «praetoria», которое поставило их в один ряд с преторианскими когортами в качестве стражей безопасности императора. С этого времени Мизенский флот официально именовался «Classis Praetoria Misenensis Pia Vindex». Кроме того, Веспасиан повысил префектов италийских и провинциальных флотов со званий sexagenarius до ducenarius или, в случае Мизенского флота, вероятно, до trecenarius.
Во время парфянской кампании Траяна значительная часть Мизенского флота оставалась на Востоке и содействовала подавлению масштабного восстания иудеев, вспыхнувшего одновременно в нескольких провинциях. Траян назначил префектом Мизенского флота Квинта Марция Турбона и облёк его особыми полномочиями для борьбы с мятежниками. Турбон подавил восстания в Египте и Киренаике, а также, возможно, на Кипре. Во время восстания Бар-Кохбы при Адриане моряками Мизенского флота был пополнен X легион; не исключено, что подобное явление имело место и ранее, ещё в Первую Иудейскую войну.
В 162 году корабли Мизенского флота перевозили Луция Вера, соправителя императора Марка Аврелия, из Брундизия в Антиохию для командования войсками в очередной войне с парфянами. Были отчеканены монеты с изображениями кораблей разного типа и надписью «Felicitas Aug», чтобы отметить безопасность этого путешествия. Часть Мизенского флота расположилась в 166 году в Селевкии.
В 193 году Мизенский флот поддержал Дидия Юлиана, который вызвал моряков в Рим. По всей видимости, какого-либо сопротивления Септимию Северу они не оказали; Дион Кассий высмеивает их жалкую военную подготовку. Мизенский флот участвовал в кампании Севера против другого претендента на престол — Песценния Нигера, перебрасывая легионы на восток. В течение следующих нескольких десятилетий он выполнял аналогичные задачи в ходе римско-персидских войн. Около 260 года Галлиен назначил Марка Корнелия Октавиана префектом Мизенского флота и одновременно дуксом в Северной Африке для подавления опасного мятежа поселившихся здесь германцев-баваров во главе с неким Фараксеном.
При тетрархии Мизенский флот продолжил свое существование и был реорганизован Диоклетианом. Позднее он перешёл под власть Максенция и принял участие в войне против Константина, но в 324 году уже на стороне Константина был задействован в кампании против Лициния, включая решающую битву у Геллеспонта. Мизенский флот, по-видимому, существовал в течение всего IV столетия, поскольку он упоминается в «Notitia Dignitatum», датируемой концом IV — началом V века. Но он утратил звание преторианского, когда Рим перестал быть столицей единой ещё империи.

## Порт
Форум Юлия находился слишком далеко от столицы, что затрудняло управление флотом. От первоначальной идеи использования нового порта в Неаполитанском заливе — так называемого порта Юлия — пришлось отказаться, потому что Лукринское озеро вскоре занесло песком, и лишь дноуглубительные работы позволяли поддерживать его пригодным для навигации. Неаполь и Путеолы были перегружены торговыми судами. Остию непригодной гаванью постоянными наносами песка и ила сделал Тибр — впоследствии, при Клавдии, потребовались серьёзные работы по расчистке фарватера. Южные порты, такие как Брундизий, не годились в силу их удалённости от Рима. Мизен сам по себе не был торговым городом, однако он находился недалеко от крупных портов западного побережья и оберегал важные пути доставки в Италию зерна из Египта, Африки и Сицилии. Расположенный достаточно близко к столице, он позволял оперативно получать приказы императора.
Внутренняя бухта, которая являлась, очевидно, основной гаванью, представляет собой мелководную лагуну около 3 км в окружности, сегодня известную как Лаго-Мизено (Мизенское озеро) или Маре-Морто (Мёртвое море). В начале новой эры её связывал с внешней гаванью узкий канал, через который был переброшен деревянный мост. Внешняя гавань обращена на юго-восток. К северу от бухт проходит горная гряда Колли-ди-Баколи, которая заканчивается в Пунта-ди-Пенната. С юга песчаный полуостров тянется на восток от вулканической горы Монте-ди-Прочида к Мизенскому мысу с лавовым куполом. Внешняя гавань, которая некогда представляла собой часть кратера, была улучшена сооружением двух параллельных молов к северо-востоку от полуострова, препятствовавших прорыву волн в бухту. На юго-запад от Пунта-ди-Пенната тянулся единый дугообразный мол, снабжённый в двух местах пирсами, видимо, для предотвращения заносов песком. Благодаря этим молам, некоторые сваи которых сохранились до наших дней, бухта была надёжно защищена от штормов. В целом обустройство этой территории с поразительной точностью соответствует рекомендациям по строительству порта, предложенных архитектором Витрувием, современником Августа.
Чтобы избежать штормов, корабли оставались на базе осенью и зимой; навигация началась 5 марта в праздник Navigium Isidis в честь богини Исиды, которая считалась покровительницей моряков. Кроме своей главной базы флот имел определённое количество стоянок (лат. stationes), где находились небольшие эскадры из нескольких кораблей: в близлежащих Центумцеллах, Остии, Путеолах, Лории, но также на Корсике и Сардинии и даже в Пирее на Эгейском море и в Салоне на Адриатическом.
Рядом с портом, на Мизенском мысу, находилась вилла, некогда принадлежавшая Марию, а позже Лукуллу. В 37 году здесь умер император Тиберий. Местоположение античного города и казарм следует искать к северо-востоку от этой виллы, на полуострове (пляже) Милискола, на котором располагаются руины бань и театра. Это название предположительно происходит от лат. militum schola. Руины верфи, возможно, были различимы вплоть до XVII века. До нашего времени неплохо сохранился бассейн, вырытый на склоне Колли-ди-Баколи, выложенный каменной кладкой и окружённый колоннадой.
Мизен был сравнительно небольшим городом с ограниченным пространством для роста. Семьи многих моряков селились по северному побережью Неаполитанского залива, в Байях и Путеолах. Одна дорога из города проходила через Милисколу в Кумы и к Домициановой дороге, а другая вела через деревянный мост на восток к Байям, отстоявшим на три мили. Вдоль этих дорог встречаются одиночные могилы и колумбарии моряков, в том числе с изображениями дельфинов, которые можно увидеть и на надгробиях в Равенне.
Неподалёку от Мизена было вырублено в туфе подземное сооружение, известное сегодня как Piscina Mirabilis, — резервуар пресной воды для нужд Мизенского флота. Ёмкость резервуара со сводчатым потолком, хорошо сохранившегося до наших дней, достигает 12 600 м³.
- Вид на Мизенский мыс с высоты Монте-ди-Прочида. Слева — внутренняя гавань (Лаго-Мизено)
- Вид на внутреннюю гавань, отделённую от моря полосой земли, на которой были построены казармы моряков
- Спутниковая фотография Поццуольского залива. В нижней части — Мизенский мыс и внутренняя гавань (Маре-Морто)
- Piscina Mirabilis. Сегодня это сооружение освобождено от воды и доступно для посещения туристами

## Командование
В начале 39 года до н. э. Октавиан впервые разделил свой флот на две эскадры, каждая из которых имела своего префекта. Учреждение флотов Мизена и Равенны следовало этому прецеденту. Как показала практика, объединение на постоянной основе двух групп кораблей, действующих в разных акваториях, неэффективно. Об объединённом командовании ничего не известно даже в III веке, когда оба италийских флота подолгу находились в Восточном Средиземноморье. При Августе и Тиберии префекты назначались из числа представителей сословия всадников и привлекались непосредственно из армии, поскольку ещё не была разработана схема карьерного продвижения, которая позднее связала военные и гражданские должности в единую иерархию.
Первые шаги в направлении интеграции военных и гражданских кадров имперской администрации были сделаны при Клавдии. Префект флота был поставлен в один ряд с финансовыми чиновниками, известными как прокураторы. Звание префекта теперь звучало как procurator Augusti et praefectus classis («прокуратор Августа и префект флота»). Видимый результат этой перемены — появление императорских вольноотпущенников, которые не имели опыта военной службы, хотя использование вольноотпущенников в качестве прокураторов было распространено со времени Августа. Под влиянием 50-летнего мира, установившегося в Средиземноморье, Клавдий изменил должность префекта флота с чисто военной на полуадминистративную. Ошибочность этого решения проявилась в период гражданских войн 68—69 годов, которые продемонстрировали стратегическое значение флота.
Веспасиан изъял прибавление «procurator Augusti» из названия должности префекта, тем самым навсегда отстранив от неё вольноотпущенников. Должности префектов флотов стали одними из самых влиятельных в имперской администрации. Префект Мизенского флота по статусу стоял выше всех всадников-прокураторов сразу за высокими должностями префектов города, анноны и Египта. Минимум три командующих флотом после Веспасиана затем становились префектами претория. Другие занимали должности должности префекта вигилов и rationibus. С появлением почётных титулов в конце II века префект Мизенского флота (и, вероятно, Равеннского), наряду с префектами города, анноны и Египта, становится vir perfectissimus («превосходнейший муж»), рангом ниже префекта претория, который носил титул «vir eminentissimus» («наиболее выдающийся муж»). Со времени правления Веспасиана должности префектов италийских флотов — это верхние ступени в карьере всадника.
Срок занятия должности префектом флота не был чётко определён. По крайней мере, он значительно разнился от префекта к префекту. Юлий Фронтон, возможно, командовал Мизенским флотом десять лет, в то время как Луций Юлий Вегилий Грат Юлиан, стремительно поднявшийся на должность префекта претория, служил год префектом Равеннского флота и ещё один год префектом Мизенского флота. Исследование надписей позволяет сделать вывод, что префекты II века обычно служили четыре—пять лет. В I веке префектами неизменно были италики по рождению; в 134 году префектом Равеннского флота, а затем и Мизенского был уроженец Бетики. Однако всадническое сословие давало наибольшее число префектов даже в конце II столетия.
Префект был адмиралом своего флота; когда весь флот или большая его часть вызывались со своей базы, префект, по-видимому, сопровождал свои корабли. Для командования небольшими отрядами кораблей привлекались подчинённые с опытом службы на море. Не отмечено триумфальных наград для какого-либо префекта, поскольку вместе с исчезновением морских сражений исчезли и морские победы. Экстраординарные задачи, такие как перевозка императоров, наместников или переброска войск во время войны, выполнялись по прямому императорскому приказу. Рутинные же вопросы оставлялись на усмотрение самого префекта. В непосредственные обязанности префекта входило надлежащее содержание порта с его ремонтной базой, казармами, складами, поддержание боеготовности кораблей и экипажей, снабжение. Однако непосредственным выделением средств и надзором за их расходованием занималось отдельное ведомство — фиск; казначеями и счетоводами были рабы императора, хотя последним могли помогать представители администрации префекта.
Префекты флотов стремились распространить свою власть на окружающие территории. В Мизене префект располагал юрисдикцией даже за пределами лагеря. В конце II века отмечен случай, когда заместитель префекта Альфений Сенецион выступал в роли судьи по гражданскому делу.
| Известные префекты                 | Известные префекты | Известные префекты        | Известные префекты                                   |
| Имя                                | Период             | Император(ы)              | Примечание                                           |
| ---------------------------------- | ------------------ | ------------------------- | ---------------------------------------------------- |
| Тиберий Юлий Оптат Понциан         | 52                 | Клавдий                   | вольноотпущенник                                     |
| Аникет                             | 59—61              | Нерон                     | вольноотпущенник                                     |
| Мосх                               | 69                 | Отон                      | вольноотпущенник                                     |
| Клавдий Юлиан                      | 69(?)              |                           |                                                      |
| Секст Луцилий Басс                 | 69, 71             | Вителлий, Веспасиан       | одновременно командующий Равеннским флотом в 69 году |
| Клавдий Аполлинарий                | 69                 | Вителлий                  |                                                      |
| Гай Плиний Секунд (Плиний Старший) | 79                 | Веспасиан, Тит            | выдающийся писатель-энциклопедист                    |
| Квинт Марций Турбон                | 114                | Траян                     | впоследствии префект претория                        |
| Юлий Фронтон                       | 118—119(?), 129    | Адриан                    |                                                      |
| Марк Кальпурний Сенека             | 134                | Адриан                    |                                                      |
| Фабий Турпион Сентинациан          |                    |                           |                                                      |
| Валерий Пет                        | 145                | Антонин Пий               |                                                      |
| Тит Фурий Викторин                 | около 145—155      | Антонин Пий               | впоследствии префект претория                        |
| Юлий Кресцент                      | 166                | Марк Аврелий              |                                                      |
| Публий Коминий Клемент             | около 175—180      | Марк Аврелий              |                                                      |
| Луций Юлий Вегилий Грат Юлиан      | около 184—185      | Коммод                    | впоследствии префект претория                        |
| Гней Марций Рустий Руфин           | около 195—203      | Септимий Север, Каракалла |                                                      |
| Марций Агриппа(?)                  | 217                |                           |                                                      |
| Валерий Валент                     | около 238—240      | Гордиан III               |                                                      |
| Гай(?) Юлий Александр              | 246                | Филипп I Араб             |                                                      |
| Элий Эмилиан                       | 247                | Филипп I Араб             |                                                      |
| Марк Корнелий Октавиан             | около 260          | Валериан I, Галлиен       | одновременно дукс в Северной Африке                  |
| …ов…ий                             | 302                | Тетрархия                 |                                                      |
| Флавий Мариан                      | IV век             |                           |                                                      |

## Личный состав
Мизенский флот был организован аналогично вспомогательным подразделениям римской армии, комплектуемым из провинциалов, а не римских граждан или италиков. Численность личного состава Мизенского флота при Нероне превышала 10 000 человек. Анализ надписей на надгробиях позволяет говорить о том, что в нём сильно преобладали уроженцы восточных провинций империи. По результатам изучения 231 надгробия (большинство из которых приходится на период 71—211 годов) 69 моряков (30%) оказались выходцами из Египта, Сирии, Крита и Киренаики, 65 (28%) — из северной части Балканского полуострова, 54 (23%) — из Малой Азии и только 44 (19%) — из западных провинций. Срок службы первоначально составлял 26 лет, а в III веке был увеличен до 28; по окончании службы морякам предоставлялось римское гражданство. Размер жалованья рядовых моряков преторианских флотов сильно уступал легионерскому, не говоря уже о «настоящих» преторианцах, однако вдвое превышал жалованье пехотинцев вспомогательных частей и моряков флотов провинциальных:
| Категория военнослужащего         | Октавиан Август                   | Домициан                          | Септимий Север                    | Каракалла                         |
| Размер жалованья (денариев в год) | Размер жалованья (денариев в год) | Размер жалованья (денариев в год) | Размер жалованья (денариев в год) | Размер жалованья (денариев в год) |
| --------------------------------- | --------------------------------- | --------------------------------- | --------------------------------- | --------------------------------- |
| Преторианец                       | 750                               | 1000                              | 1500                              | 2250                              |
| Легионер                          | 225                               | 300                               | 400                               | 600                               |
| Пехотинец вспомогательной когорты | 75                                | 100                               | 150                               | 225                               |
| Моряк преторианского флота        | 150                               | 200                               | 300                               | 450                               |
| Моряк провинциального флота       | 75                                | 100                               | 150                               | 225                               |

Согласно сохранившимся надписям, моряки, как правило, именовали себя «воинами» (лат. milites), а не «матросами» (лат. nautae), причём в отличие от греческого флота не делалось различия между гребцами и абордажными командами. Аналогично армейским вспомогательным подразделениям имелись нестроевые и младшие офицеры на полуторном или двойном жаловании: врачи (лат. medici), оружейники (лат. armorum custodes), трубачи (лат. cornicines, tubicines, bucinatores), знаменосцы (лат. signiferi, vexilarii), писцы и другой штабной персонал (лат. scribae, adiutores, librarii, beneficiarii), строевые командиры (лат. tesserarii, suboptiones, optiones). Наряду с этим существовали должности, заимствованные из флотов греческих и эллинистических государств: ремонтники (лат. fabri), парусная команда (лат. velarii), интенданты (лат. nauphylaces), надсмотрщики за гребцами (лат. celeustae, pausarii) и кормчие (лат. gubernatores). Капитаны кораблей назывались на греческий манер триерархами (лат. trierarchus), командующие эскадрами — навархами (лат. nauarchus), старший из которых именовался первым навархом (лат. nauarchus princeps). Эти офицеры по рангу были равны центурионам вспомогательных войск, а некоторыми источниками прямо называются флотскими центурионами (лат. centuriones classiarii).
Моряки Мизенского флота выполняли и ряд небоевых задач: перевозили императора, членов его семьи и высших сановников, служили правительственными курьерами, участвовали в организации навмахий и управлялись с огромным тентом, предназначенным для защиты от солнца зрителей в Колизее. Для их размещения в третьем округе Рима, неподалёку от главной арены империи, были выстроены специальные казармы — castra Misenatium. Клавдий поручил префекту Мизенского флота Тиберию Юлию Оптату Понциану завезти в Тирренское море ценную промысловую рыбу — скара, которая до того встречалась только в Восточном Средиземноморье. Большое количество рыбы, привезённое в специальных судах-садках, было выпущено в море между Остией и побережьем Кампании, причём в течение пяти лет после этого добыча скара запрещалась (случайно выловленных рыб предписывалось отпускать). Если верить Светонию, Вителлий, отличавшийся обжорством, рассылал корабли по всему Средиземноморью для доставки к его столу редких яств.
Вегеций, рассказывая про организацию римского флота, сообщает о том, что «у Мизенского мыса и в Равенне стояло по легиону с флотом, чтобы быть близко на случай защиты города, чтобы, когда того потребуют обстоятельства, без замедления, без объездов они могли двинуться на кораблях во все части света» и что под начальством обоих префектов «было по десяти трибунов, командовавших отдельными когортами».

## Известные корабли
Наиболее массовый тип кораблей эпохи поздней республики — квинквирема — утратил ведущую роль после битвы при Акции, но продолжал использоваться в небольших количествах в италийских флотах. Бо́льшую часть флота теперь составляли триремы, конструктивно почти не изменившиеся за несколько столетий. Другим применявшимся типом судов стали более лёгкие и быстроходные либурны. В дошедших до нас латинских надписях сохранились нескольких десятков наименований кораблей Мизенского флота. Среди них преобладают имена божеств римского пантеона и мифологических героев, названия крупных рек, встречается и греческое влияние.
| Типы и названия кораблей | Типы и названия кораблей | Типы и названия кораблей |
| Тип корабля              | Название на латыни и происхождение названия |                          |
| ------------------------ | --- | ------------------------ |
| Гексера                  | Ops (Опа), флагман |                          |
| Квинквирема              | Victoria (Виктория) |                          |
| Квадрирема               | Annona (Аннона), Concordia (Конкордия), Dacicus («Дакская»), Fides (Фидес), Fortuna (Фортуна), Libertas (Либертас), Mercurius (Меркурий), Minerva (Минерва), Ops (Опа), Salus (Салюс), Venus (Венера), Vesta (Веста), Victoria (Виктория) |                          |
| Трирема                  | Apollo (Аполлон), Aquila («Орёл»), Asclepius (Эскулап), Athenonix (Афина и Ника), Augustus (Август), Capricornus (козерог), Castor (Кастор), Ceres (Церера), Concordia (Конкордия), Cupidus (Купидон), Danubius (Дунай), Diana (Диана), Hercules (Геркулес), Eufrates (Евфрат), Fides (Фидес), Fortuna (Фортуна), Isis (Исида), Iovis (Юпитер), Iuno (Юнона), Iuventas (Ювента), Libera (Либера), Liber Pater (Либер), Libertas (Либертас), Lucifer (Венера), Maia (Майя), Mars (Марс), Mercurius (Меркурий), Minerva (Минерва), Neptunus (Нептун), Nilus (Нил), Oceanus (Океан), Ops (Опа), Pax (Пакс), Particus («Парфянская»), Perseus (Персей), Pietas (Пиетас), Pollux (Поллукс), Providentia (Провиденция), Rhenus (Рейн), Salamina (Саламин), Salus (Салюс), Salvia, Satyra (Сатиры), Silvanus (Сильван), Sol (Сол), Spes (Спес), Taurus («Бык»), Tiber (Тибр), Tigris (Тигр), Triumphus («Триумф»), Venus (Венера), Vesta (Веста), Virtus (Виртус), Victoria (Виктория) |                          |
| Либурна                  | Aquila («Орёл»), Armata («Вооружённая»), Clementia (Клеменция), Diana (Диана), Fides (Фидес), Aesculapius (Эскулап), Heptachordus, Iuno (Юнона), Iustitia (Юстиция), Libertas (Либертас), Margarita («Жемчужина»), Minerva (Минерва), Nereis (Нереида), Neptunus (Нептун), Salus (Салюс), Taurus Ruber («Красный бык»), Virtus (Виртус) |                          |
| Корабли других типов     | Ops (Опа), Clementia (Клеменция), Danae (Даная), Hercules (Геркулес), Iovis (Юпитер), Mercurius (Меркурий), Minerva (Минерва), Venus (Венера), Vesta (Веста), Victoria (Виктория) |                          |